# Esplendor Geométrico
Esplendor Geométrico ist eine spanische Industrial-Band. Die Band wurde in den frühen 1980er Jahren von Arturo Lanz, Gabriel Riaza und Juan-Carlos Sastre, allesamt ehemalige Mitglieder von Aviador Dro gegründet. Der Bandname bedeutet „Geometrische Pracht“ oder Geometrische und mechanische Pracht und die Numerische Sensibilität (Italienisch: Lo Splendore geometrico e meccanico e la sensibilità numerica), angelehnt an einen Text des italienischen Futuristen Filippo Tommaso Marinetti.

## Geschichte
Im Jahr 1981 veröffentlichte die Band ihre erste Single „Necrosis en la Poya“ beim Tic-Tac Label, gefolgt von ihrer Debüt-LP, „El Acero del Partido“ im Jahre 1982. 1985 bildete die Band ihr eigenes Label, Esplendor Geométrico Discos, und veröffentlichte ihre zweite LP, „Comisario de la Luz“. Ihr Stil der industriellen Rhythmen wurde auf zwei weitere Alben – 1987 „Kosmos Kino“ und 1988 „Mekano-Turbo“ ausgedehnt. Nach dem Live-Album 1989 „Live in Utrecht“ erschienen zukünftige Versionen auf dem Label Geometrik.
Das 1991 veröffentlichte „Sheikh Aljama“ inkorporierte arabische Einflüsse in die Musik, während „Veritatis Splendor“ (1994) und „Balearic Rhythms“ (1996) eine teilweise Lockerung ihrer traditionellen Schleifmittel-Sounds darstellten. Bis zu diesem Zeitpunkt war die Band ein Duo, bestehend aus Arturo Lanz und Gabriel Riaza. 1992 wuchs Esplendor Geometrico zum Trio durch den Einstieg von Saverio Evangelista. Dieser war schon durch sein Projekt Most Significant Beat bekannt wo er 1992 schon bei dem Album Conrol Remoto 1.0 mit E.G. gearbeitet hat. Gabriel Riaza verließ 1995 die Band.
Esplendor kehrte 1997 mit „Polyglophone“ zurück. Im folgenden Jahr trugen Künstler wie Coil und Chris & Cosey zu ihrem Remix-Album „EN-CO-D-Esplendor“ bei. Im Jahr 2002 kam „Compuesto de Hierro“ in die Läden, während eine Doppel-CD Compilation „Anthology 1981-2003“, im Jahr 2005 in die Geschäfte kam.
Lanz lebt heute in Peking und Evangelista in Rom, aber die Gruppe ist nach wie vor aktiv und nahm an ausgewählten Live-Auftritten wie auch ihrem letzten Auftritt in Kyōto, Japan mit Peter Christopherson von Throbbing Gristle, Coil, Robert Görl von DAF und CoH teil. Im April 2007 erschien ein neues Album, „8 Traks & Live“, mit acht neuen Audio-Tracks und einer DVD mit Aufnahmen vom DeciBELIO Festival Madrid im Juni 2006.

## Diskografie
- Necrosis en la poya 7" (1981)
- EG-1 kassette (1981, neu auf CD 2000)
- El acero del partido LP (1982, neu auf CD 2000)
- Comisario de la luz LP (1985)
- 1980-1981 Kassette (1986)
- En Roma Kassette (1986) In Rom im Jahr 1986.

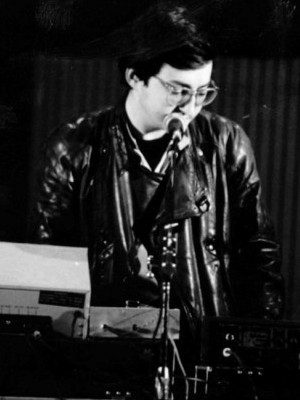
In Rom im Jahr 1986.

- En directo: Madrid y Tolosa Kassette (1987)
- Kosmos kino LP (1987, neu auf CD 1996)
- Mekano-turbo LP (1988, neu auf CD 1994)
- Madrid mayo '89 Kassette(1989)
- Live in Utrecht LP (1990, neu auf CD 1999)
- Diez años de esplendor 2 × Kassette (1990)
- Sheikh aljama CD (1991)
- 1980-1982 2 × CD (1993)
- Arispejal astisaró (powerful metal) CD (1993)
- Veritatis splendor CD (1994)
- 1983-1987 CD (1994)
- Nador CD (1995)
- Tokyo sin fin CD (1996)
- Treinta kilómetros de radio CD-EP (1996)
- Balearic rhythms CD (1996)
- 80's tracks CD (1996)
- Tarikat 2 × CD (1997)
- Polyglophone CD (1997)
- Syncrotrón Mini-LP (1998)
- En-co-d-eSplendor (Remix) CD (1998)
- Compuesto de hierro CD (2002)
- Moscú está helado (Remix) CD (2004)
- Anthology 1981-2003 2 × CD (2005)
- 8 Traks & Live CD / DVD (2007)
- Pulsion CD & LP (2009)
- Re-Pulsion 10" (2011)
- Desarrollos geométricos CD & LP (2011)
- Prehistoric Sounds Box 3 × 7" mit CD (2012)
- Ultraphoon CD & LP (2013)
- Francotirador 12" (2013)
- Tokio Sin Fin 2010 CD (2013)
- Fluida Mekaniko CD & LP (2017)